# Pretend (sång)
"Pretend" är en amerikansk populärmusiksång, skriven i 1952 av Lew Douglas, Cliff Parman och Frank Levere.
Den mest kända inspelningen, med Nat King Cole, utgavs på singeln Capitol 2346. Han sjöng in sången på nytt till sitt LP-album, The Nat King Cole Story (1961).
Inspelningen med Ralph Marterie utgavs på singeln Mercury 70045. Inspelningen med Eileen Barton utgavs på singeln Coral 60927. Sången blev därefter inspelad av Tab Smith och Carl Mann. Manns version utgavs 1959 på singeln Philips International 3546. 
Alvin Stardusts coverversion, som i hög grad var baserad på Carl Manns version, blev en populär hit i Storbritannien 1981.

## Inspelade versioner
- Eileen Barton (1953)
- Nat King Cole (1953)
- Ralph Marterie (1953)
- Tab Smith (1957)
- Carl Mann (1959)
- Gerry & The Pacemakers  (1963)
- Alvin Stardust (1981)
- Don Williams  (1995)

## Svensk version
Ingrid Rimson har skrivit en svensk text. Den svenska titeln är «Farväl, men kom tillbaka snart». Inspelad av Ann-Louise Hanson med Anders Burmans orkester. Utgiven 1962 på EP-skivan Metronome MEP 9082.
Göran Lindberg skrev en annan svensk text, Dröm dig bort ibland  som han själv sjöng in på Matz Bladhs album Leende dansmusik 83.

## Listplaceringar
| Artist         | Lista                             | Högsta placering | Veckor på listan | Dato för listplacering |
| -------------- | --------------------------------- | ---------------- | ---------------- | ---------------------- |
| Nat King Cole  | USA Billboard Best Seller-listan. | 3                | 20               | 31 januari 1953        |
| Ralph Marterie | USA Billboard Best Seller-listan  | 16               | 1                | 7 februari 1953        |
| Eileen Barton  | USA Billboard Best Seller-listan  | 18               | 1                | 7 mars 1953            |
| Alvin Stardust | Storbritannien                    | 4                | 10               | 5 september 1981       |

På Cash Box-listen, där alla versioner av sången kombinerades, låg den som högst på en femteplats 1953. 
- Tab Smiths version nådde en 89:e plats på Billboard-listan 1957.
- Carl Manns version nådde en 57:e plats på Billboard-listan och en 56:e plats på Cash Box-listan 1959.